# Варданян Юрій Норайрович
Юрій (Юрик) Норайрович Варданян (вірм. Յուրի (Յուրիկ) Վարդանյան; 13 червня 1956, Ленінакан, Вірменська РСР — 1 листопада 2018, США) — радянський важкоатлет, чотириразовий чемпіон СРСР (1977, 1979, 1981, 1982), п'ятикратний чемпіон Європи (1977, 1978, 1980, 1981, 1983), семиразовий чемпіон світу (1977—1981, 1983, 1985), чемпіон Олімпійських ігор (1980), 43-разовий рекордсмен світу. Заслужений майстер спорту СРСР (1977). У 1994 році ім'я Юрія Варданяна включено до Зали слави важкої атлетики.